# Люй Хуейхуей
Люй Хвейхвей (кит. спр. 吕会会, піньїнь: Lü Huihui) (нар. 26 червня 1989) — китайська легкоатлетка, яка спеціалузіється в метанні списа, багаторазова призерка чемпіонатів світу, чемпіонка та рекордсменка Азії в метанні списа.
Учасниця Олімпійських ігор 2012 та 2016 років (5 та 7 місця відповідно).
Починаючи з 24 травня 2013 відбувала річну дискваліфікацію за порушення антидопінгових правил.
На чемпіонаті світу-2019 спортсменка виборола «бронзу».